# Calle Feria (Sevilla)
La calle Feria es una de las calles de mayor personalidad de la ciudad de Sevilla (Andalucía). Constituye una de las vías más largas del Distrito Casco Antiguo, discurre con un trazado muy rectilíneo desde la calle Madre María Purísima de la Cruz (Antigua Viriato) y muere en la Ronda Histórica a la altura de la calle Resolana.
Debe su nombre a la feria o mercadillo de los Jueves que se celebra en ella desde el siglo XIII y que constituye uno de los más antiguos de Europa. En la actualidad las aceras se llenan de pequeños puestos o paradas en las que se venden principalmente antigüedades y objetos de segunda mano, aunque en sus orígenes se ofertaban todo tipo de artículos.

## Denominación
Su longitud ha propiciado una gran cantidad de denominaciones en varios tramos de la misma. Hacia el siglo XVIII los inicios de la calle eran conocidos como Laneros, por la abundancia de fabricantes de paños de lana establecidos en ella. La zona media recibió en nombre en los siglos XVI y XVII de Carpinteros por ubicarse allí los fabricantes de muebles y la parte más próxima a la iglesia del Omnium Santorum se denominaba desde el  Lencería. Desde el siglo XVII comenzó a llamarse en algunos tramos como Ancha de la Feria. A partir de 1868, quedó ya toda bajo el nombre de Feria. En 1910 hubo un acuerdo municipal para cambiar el nombre por Salmerón por el que fue presidente de la I República, que no se llegó a materializar.

## Historia
La calle Feria, o la calle ancha de la Feria, como se la conocía desde antiguo, perteneció a la parroquia de Omnium Sanctorum, y debe su nombre a que en ella se celebra desde hace siglos una de las dos ferias que concedió Fernando III de Castilla a la ciudad el 18 de marzo de 1254, función heredada por el popular mercadillo de los Jueves, que a consecuencia de este hecho es el más antiguo de cuantos se celebran en Sevilla.
A lo largo de la calle tuvo lugar en el siglo XVI el motín del pendón verde, un levantamiento popular motivado por la hambruna que sufrían sus vecinos. Fue tradicionalmente una calle de artesanos, carpinteros o pintores de primera impresión, entre los cuales aprendió el oficio el renombrado Bartolomé Esteban Murillo (1617-1682), actividades por las que se seguía caracterizando la calle a mediados del siglo XIX.
En 1892 nació en esta calle el torero Juan Belmonte, donde su familia tenía una quincalla, y en 1948 el músico, cantante y compositor Jesús de la Rosa Luque, uno de los fundadores del grupo de rock andaluz Triana, que dice en su tema Rock de la calle Feria: "la vida de la calle Feria la llevo muy dentro desde que nací”.

## Edificios emblemáticos
- Mercado de Abastos, construido en el siglo XVIII es uno de los edificios de servicios más antiguos de la ciudad.
- Iglesia de Omnium Sanctorum, templo mudéjar del siglo XIII, en el que tienen su sede canónica las hermandades de Los Javieres y El Carmen Doloroso.
- Capilla de Monte-Sion, sede de la hermandad de su nombre.
- Iglesia de San Juan de la Palma, levantada sobre una antigua mezquita, es sede de la Hermandad de la Amargura.
- Palacio de los marqueses de la Algaba, construido en el siglo XVI, está considerado uno de los mejores exponentes del arte mudéjar civil en la ciudad.